# Herrgårdsforsen

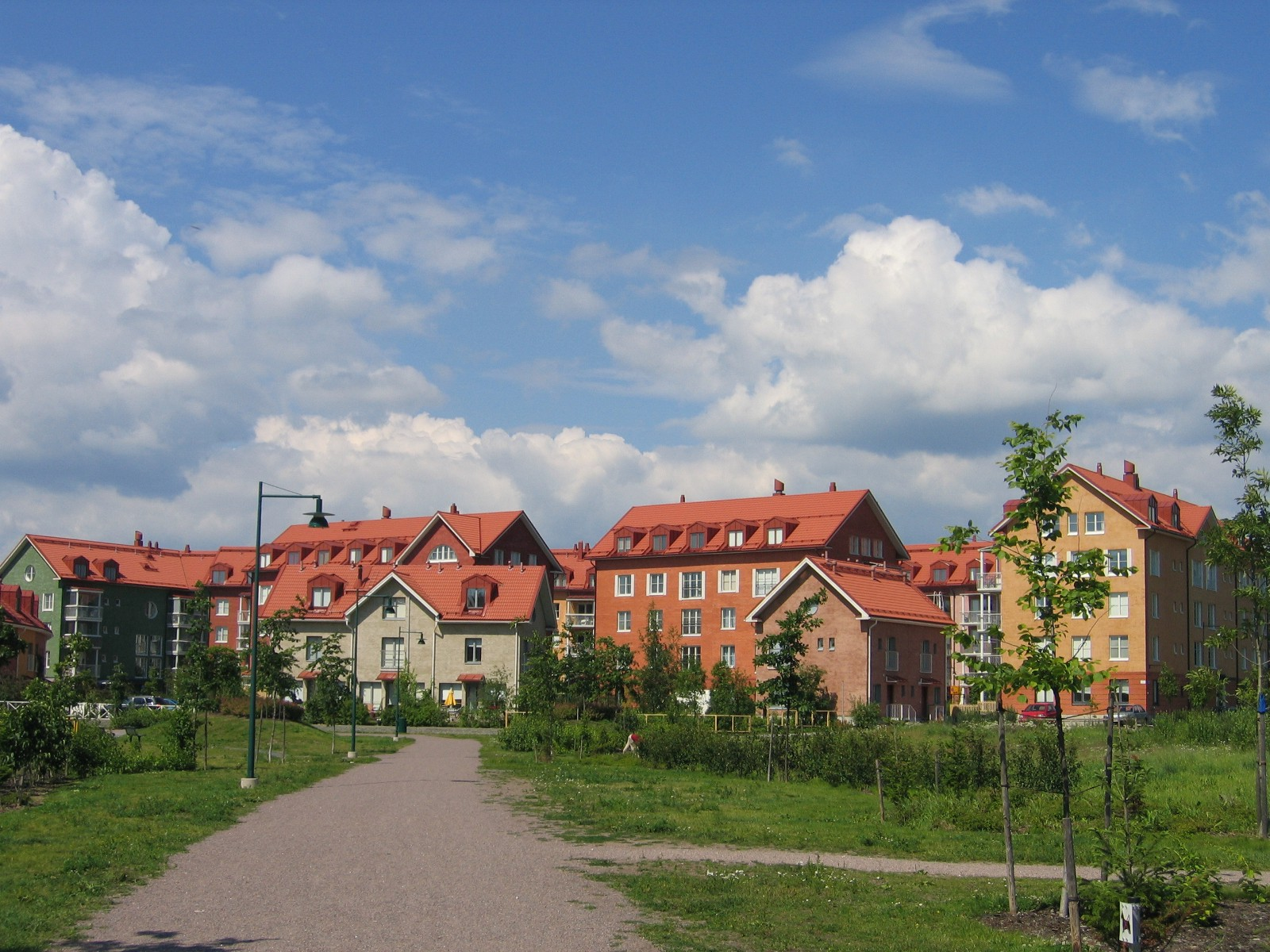
Herrgårdsforsen

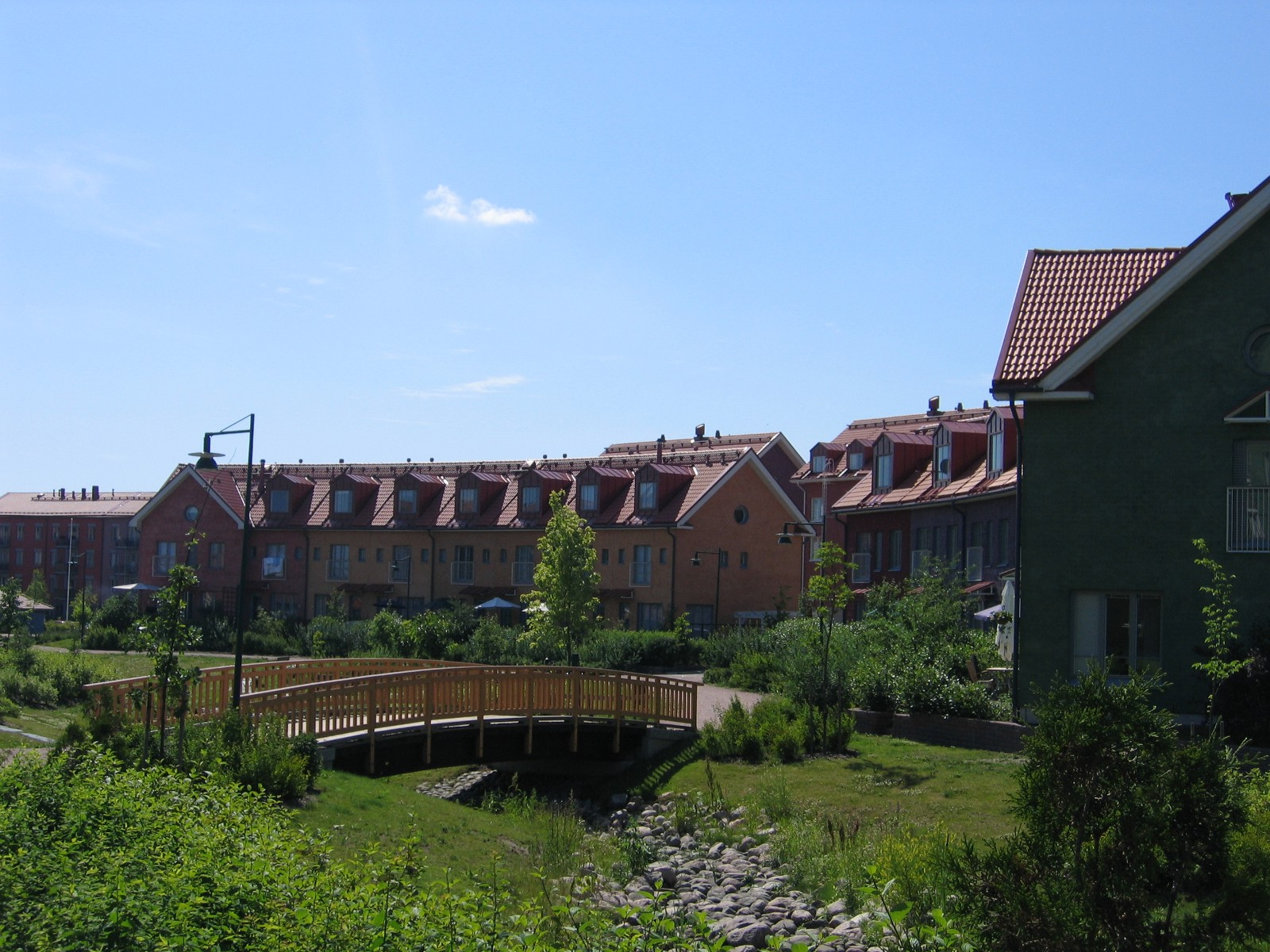
Herrgårdsforsen

Herrgårdsforsen (fi. Kartanonkoski) är ett nyare bostadsområde i stadsdelen Backas i Vanda stad. 
Områdets namn har konstruerats av herrgården Backas och Grotens fors i Vanda å, som båda ligger nära området. Köpcentret Jumbo ligger i närheten. Herrgårdsforsens klassiska, från andra förorter avvikande arkitektur har gjort området till ett av de 10 populäraste bostadsdområdena i Finland. 

## Historia
Herrgårdsforsens marker hörde tidigare till Backas gård. Planeringstävlingen vanns år 1998 av den svenska arkitekten och stadsplaneraren Erika Wörman, Djurgårdsstaden Arkitekter. Hon inledde därefter den omfattande detaljplaneringen av bostadsområdet, ett arbete hon erhållit Vanda-medaljen för. Området har byggts stegvis främst åren 2000-2006 och placerade sig samma år på topp 10 av Finlands bästa bostadsområde genom tiderna i en omröstning på MTV3. Hela området blev klart år 2008.
Området har varit inspelningslocus för den första av de oerhört populära finska familjefilmerna om  Risto Rappare och på så sätt blivit en känd plats för väldigt många.

## Arkitektur
I Herrgårdsforsen finns det  flerbostadshus i fyra våningar, radhus och egnahemshus. Stadsplaneringen är inspirerad av den klassiska stenstaden och trädgårdsstaden och arkitekturen har drag av nyklassicism. Typiskt för området är smala gator utformade för de gående, hus i gatuliv, små torg och platser, byggnader i olika utförande och med individuell färgsättning och sadeltak belagda med tegelpannor. 